# Ващенко, Александр Владимирович
Алекса́ндр Влади́мирович Ва́щенко (30 ноября 1947, Москва — 11 июня 2013, там же) — советский и российский филолог, писатель, переводчик, специалист в области мифов народов мира, в особенности — мифов американских индейцев. Доктор филологических наук, профессор, заведующий кафедрой сравнительного изучения национальных литератур и культур и отделением культурологии факультета иностранных языков и регионоведения МГУ им. М. В. Ломоносова.

## Биография
В 1971 окончил филологический факультет МГУ, затем — аспирантуру при кафедре зарубежной литературы. В 1975 там же защитил диссертацию на соискание учёной степени кандидата филологических наук по теме «Характерные особенности литературы индейцев США (60-е – 70-е гг. XX в.)» В 1993 году в ИМЛИ РАН защитил диссертацию на соискание учёной степени доктора филологических наук по теме «Историко-эпический фольклор североамериканских индейцев. Типология и поэтика» (специальности— «фольклористика» и «литература стран Западной Европы, Америки и Австралии».
В 1977—1995 работал в Институте мировой литературы им. А. М. Горького АН СССР, преподавал в вузах Москвы, в том числе на факультете журналистики МГУ, а также за рубежом (в США и Канаде). С 1995 работает на факультете иностранных языков Московского государственного университета; в 1997 избран на должность профессора по кафедре сравнительного изучения национальных литератур и культур факультета иностранных языков и регионоведения, с 2001 — исполняющий обязанности заведующего кафедрой; с 2002 — заведующий кафедрой; с 2009 — заведующий отделением культурологии на факультете иностранных языков и регионоведения, созданном на базе кафедры.
Читал лекционные курсы: «Шедевры мировой литературы» (с 2002 — «История зарубежной литературы», для всех отделений), «Введение в искусство» (на английском языке), «Литература и культура региона (США)» и «Литература и культура региона (Канада)», а также спецкурсы «Художественные вершины XX века» и «Сравнительная мифология в культуре и цивилизации»; вел спецсеминары «Традиция и новаторство в литературе XX века», «Русский мир в контексте мировых цивилизаций», а также занятия на подготовительных курсах. По курсам «Шедевры мировой литературы» и «Сравнительная мифология и культура» им написаны и опубликованы учебные программы.
А. В. Ващенко скончался в пятидесятой больнице в Москве на 66-м году жизни после тяжелой болезни.

## Научная деятельность
Участник российских и международных конференций по проблемам литературоведения, компаративистики, американистики и культурологии. Область научных интересов — американистика, канадистика, индеанистика, этнические литературы и регионоведение США, традиционные культуры, проблемы взаимодействия литературы и фольклора, компаративистика. Является зачинателем отечественной филологической индеанистики, способствовал созданию школы специалистов в этой области.
Автор свыше 150 научных работ, в том числе трёх монографий, статей и глав в коллективных трудах как в России, так и за рубежом. В течение многих лет участвовал в подготовке академической «Истории литературы США» (издано 5 томов; ИМЛИ РАН). Составил несколько антологий, написал главы в учебниках и научных пособиях для школ и вузов страны.
Подготовил 20 кандидатов наук. Проводил аспирантские занятия по специальности «Культурология», являлся членом комиссии по приёму вступительных экзаменов в аспирантуру и экзаменов кандидатского минимума по специальности. Член диссертационного совета факультета по специальности «История и теория культуры».
Член Союза Писателей России (секция перевода); ему принадлежит свыше 100 печатных листов переводной документальной и художественной литературы (проза и поэзия) — произведения американских и индейских, канадских писателей, в том числе Н. Скотта Момадэя, Э. Полин Джонсон, Юджина Мэнлава Родса, Уилла Генри, Р. Пенн Уоррена, Рудольфо Анайи, Мориса Кенни, Хэмлина Гарленда и других.

### Избранные труды[3]
- Ващенко А. В. Америка в споре с Америкой : (Этнич. лит. США). — М.: Знание, 1988. — 63 с. — (Новое в жизни, науке, технике. Литература; 3/1988). — 59 503 экз.
- Ващенко А. В. Историко-эпический фольклор северо-американских индейцев : Типология и поэтика / Отв. ред.: В. М. Гацак. — М.: Наука, 1989. — 238 с. — 1100 экз. — ISBN 5-02-011406-5.
- Ващенко А. В., Ерофеев В. В., Зверев А. М. и соавт. Лики массовой литературы США. — М.: Наука, 1991. — 334 с. — 1900 экз. — ISBN 5-02-011460-X.
- Дайте мне стать свободным человеком : Докум. история инд. сопротивления : [Сборник] = Let me be a free man (Minneapolis, 1975) / [Общ. ред. А. В. Ващенко].. — М.: Прогресс, 1984. — 207 с. — (Голоса американских индейцев). — 100 000 экз.
- Индейцы Северной Америки = North American Indians: [сборник] / Предс. ред. совета: А. В. Ващенко. — М.: Библиотека № 27 ЦАО, 2003. — 169 с. — 200 экз. — ISBN 5-93975-113-X.
- Момадэй Н. С., Ниатум Д., Уэлч Д., Визенор Д., Ортис С., Силко Л., Янгбиэр Р., Сторм Х., Санчес Т., Делория В., Калачо Нуньес Ва-Ва. «Я связан добром с землёй» : Из соврем. лит. индейцев США : Сборник : Пер. с англ. / Сост., авт. вступ. ст. и коммент. А. Ващенко. — М.: Радуга, 1983. — 276 с. — 10 000 экз.
- О сути жизни : Индейс. и эскимос. автобиогр. : [Перевод / Сост. и авт. предисл. А. В. Ващенко; Коммент. А. Ващенко, А. Знаменского]. — Якутск: Кн. изд-во, 1989. — 363 с. — (Под полярными созвездиями. Содерж.: История жизни Чёрного Ястреба, расказанная им самим; Говорит Чёрный Лось; Я, Нулигак.). — 100 000 экз.
- Покуда растут травы... : Антология мифов, традиц. и современ. поэзии, легенд индейцев и экскимосов США и Канады : [Переводы / Сост. и авт. вступ. ст. А. В. Ващенко]. — Якутск: Кн. изд-во, 1988. — 399 с. — (Под полярными созвездиями). — 100 000 экз.
- Призраки бизонов : Амер. писатели о Дальнем Западе : [Пер. с англ. / Сост. и предисл. А. Ващенко]. — М.: Правда, 1989. — 525 с. — 300 000 экз.
- Сказки народов Америки : [Перевод // Сказки народов мира : В 10 т. / Сост., авт. вступ. ст. А. В. Ващенко; Примеч. А. В. Ващенко, М. Н. Гурвица. — М.: Дет. лит., 1995. — Т. 5. — 653 с. — 300 000 экз. — ISBN 5-08-001849-6. || . — 1993. — 403 000 экз. — ISBN 5-08-001996-4.
- Человек, прозванный Лошадью : Сб. вестернов : [Перевод / Сост., послесл.: А. В. Ващенко]. — М.: СП «Старт», 1990. — 79 с. — (Содерж.: Компаньон Теннесси / Б. Гарт. Приезд невесты в Йеллоу-Скай / С. Крейн. Друзья из Сан-Розарио / О. Генри. Победная песня / Д. У. Шульц. Человек, прозванный Лошадью / Д. Джонсон. Пятый / Д. Шеффер). — 100 000 экз.
- Генри Уодсворт Лонгфелло // История литературы США. — М.: Наследие; ИМЛИ РАН, 2000. — Т. 3. — С. 274—306.
- Декаданс. Развитие реализма. Поэзия. Новые литературные континенты: Главы // История зарубежной литературы XX века / Под ред. Л. Г. Михайловой и Я. Н. Засурского. — М., 2003.
- Индейцев Северной Америки мифология: Общая статья и статьи словника // Мифы народов мира: в 2 т. — М.: Советская Энциклопедия, 1980.
- К типологии картины мира в аборигенных культурах: От мифа к роману (Сибирь — Северная Америка) // Вестник МГУ. — Серия 19. Лингвистика и межкультурная коммуникация. — 1998. — № 3. — С. 100—108.
- Суд Париса: Сравнительная мифология в культуре и цивилизации. — МГУ, 2008.
- The Way of Kinship: An Anthology of Native Siberian Literature / Translated and ed. by Alexander Vaschenko & Claude Clayton Smith. — Minneapolis: Univ. of Minnesota, 2010. — 250 p.